# 玉屏站
玉屏站位于贵州省铜仁市玉屏侗族自治县县城，为沪昆铁路上的一个三等客运、货运站，始建于1974年，现由成都铁路局凯里车务段管辖。玉屏站每日有50余趟列车停靠，并有5639/40“贵阳—玉屏”的始发列车。

## 车站结构

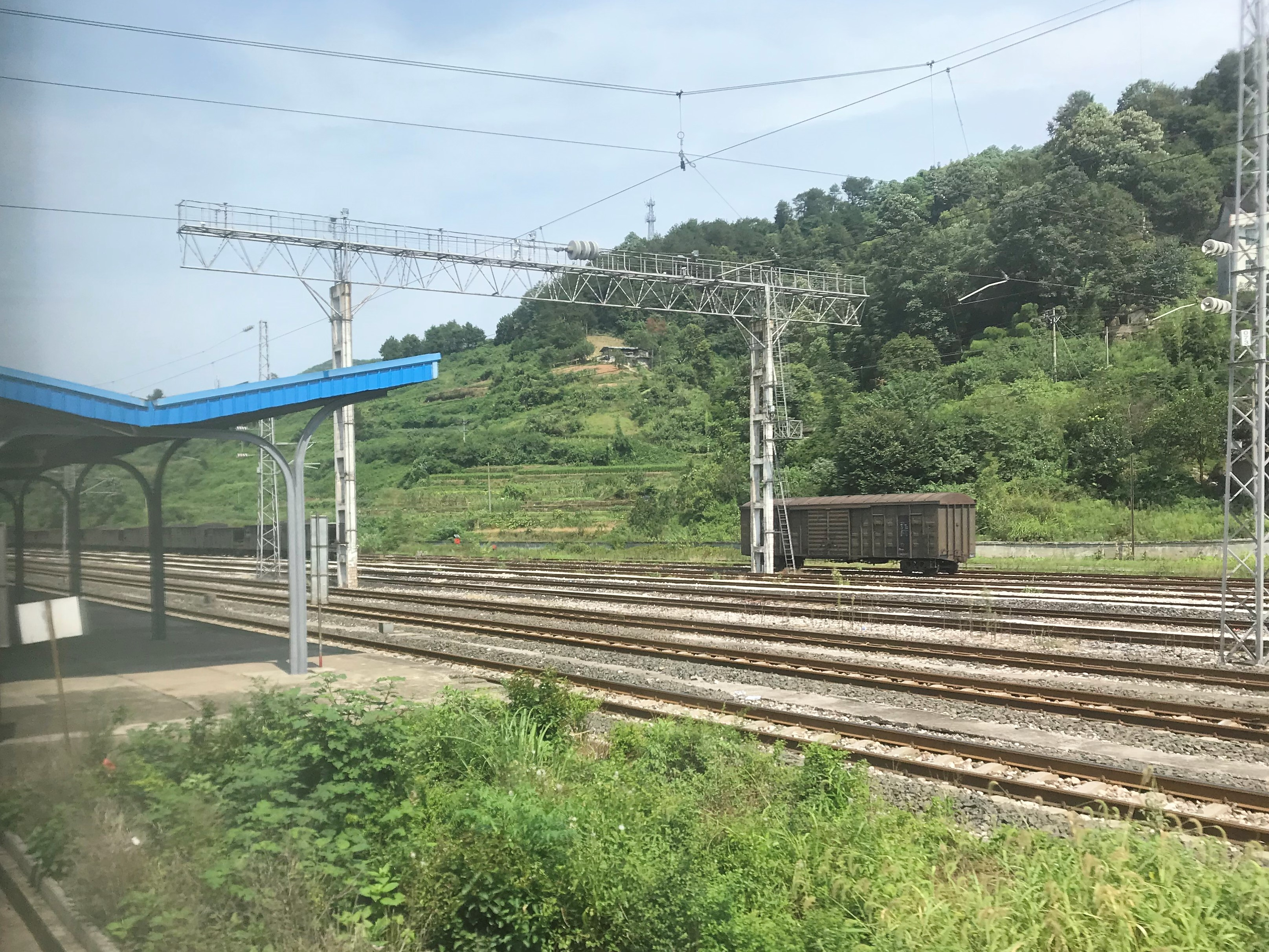
车站编组场

玉屏站目前使用的站房建于2000年代，设有面积1000平方米的候车室及182平方米的行包房。车站站场设有7条到发线，1座侧式站台和岛式站台；另设有6条编组线。由于车站驻有机务、供电、电务、铁通、工务等单位，车站还设有站修线1股、客车底线1股、段管线2股。车站设有通往铜仁国家粮食储备库玉屏中转库和中铁十五局集团路桥建设有限公司的专用线。

## 交通状况
玉屏县1路公交车、2路公交车均过。